# 延嘉
延嘉，是朝鲜三国时代的一个年号，估计是高句丽安原王从533年到539年使用的年号。
1963年，在庆尚南道出土的金铜光背的背面，有“延嘉七年歲在己未”的汉字铭文。据推测是高句丽安原王时代，估计延嘉七年即539年（安原王9年）。然而，在这种情况下，延嘉与建兴年号冲突，所以一些学者认为是延嘉七年即479年的长寿王时代。

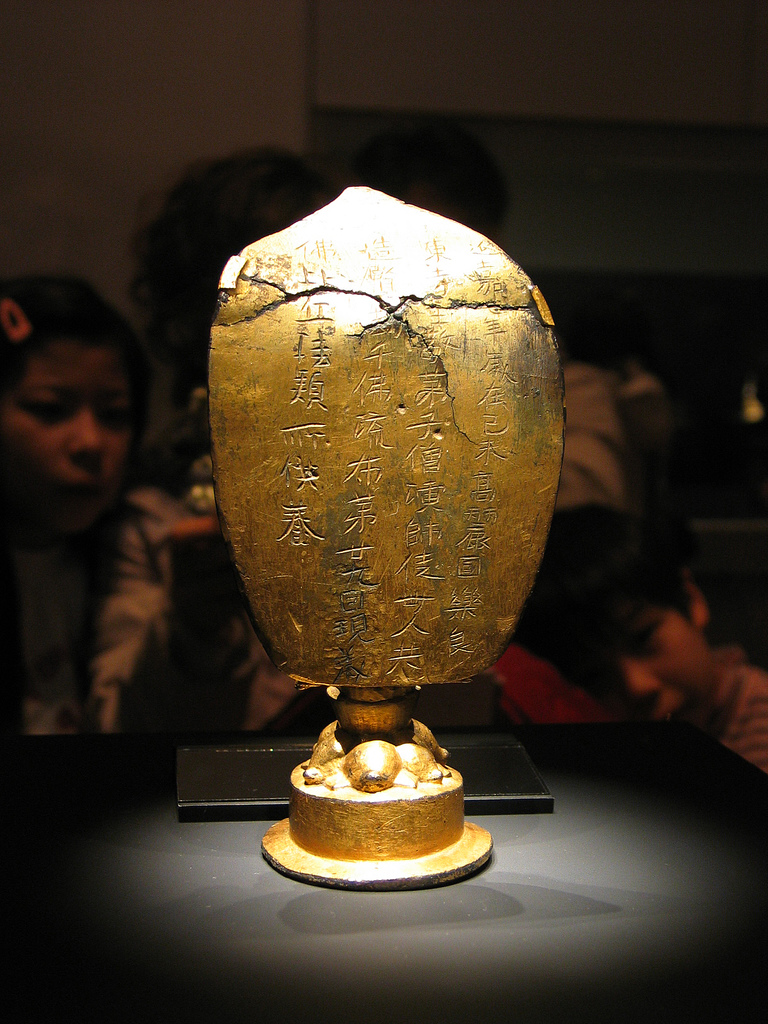
延嘉七年佛像金铜光背

## 西历对照表
| 延嘉 | 元年  | 二年  | 三年  | 四年  | 五年  | 六年  | 七年  |
| ---- | ----- | ----- | ----- | ----- | ----- | ----- | ----- |
| 西元 | 533年 | 534年 | 535年 | 536年 | 537年 | 538年 | 539年 |
| 干支 | 癸丑  | 甲寅  | 乙卯  | 丙辰  | 丁巳  | 戊午  | 己未  |

## 関連項目
- 中國年號列表
- 朝鮮半岛年号列表
- 金銅延嘉七年銘如來立像